# Radici (romanzo)
Radici (titolo originale inglese Roots: The Saga of an American Family, 1976) è un romanzo dello scrittore afroamericano Alex Haley. Il romanzo ripercorre la storia di un ramo della famiglia di Haley, a partire da Kunta Kinte, un giovane appartenente alla tribù dei Mandinka, del Gambia, che fu deportato in America e fatto schiavo.
Dal libro sono state tratte tre serie televisive: Radici (1977), Radici - Le nuove generazioni (1979) e Radici (2016).

## Genesi del romanzo
Haley decise di scrivere Radici ispirato dalle numerose storie che la sua famiglia tramandava circa le proprie origini africane. In particolare, il suo interesse ebbe origine dalle storie che sentiva raccontare dalla nonna materna Cynthia, il cui padre era stato emancipato dalla schiavitù nel 1865. Basandosi sui racconti della nonna, Haley ricostruì le vicende del ramo materno della sua famiglia a partire dal suo antenato Kunta Kinte catturato dagli schiavisti in Gambia nel 1767 e deportato in America. La famiglia di Haley aveva tramandato per generazioni numerosi racconti sulla vita di Kunta Kinte, insieme ad alcune parole africane che lo stesso Kunta Kinte aveva insegnato alla figlia.

## Trama
Le vicende narrate in Radici hanno inizio con la nascita di Kunta Kinte, nel 1750, nel villaggio di etnia Mandinka di Jufureh, in Gambia, nella valle del fiume Gambia (chiamato nella sua lingua Kamby Bolongo). L'infanzia di Kunta è scandita dalla vita del villaggio, dalla scuola e dalle tradizioni legate allo scorrere delle stagioni. Anche i riti di passaggio dalla fanciullezza all'età adulta vengono descritti accuratamente. Quando Kunta è abbastanza grande nel villaggio cominciano a circolare voci circa alcuni taubob (uomini bianchi) che si aggirano nella foresta. Nello stesso periodo, diversi uomini dei villaggi vicini spariscono senza lasciare tracce. All'età di 17 anni, Kunta si spinge nella foresta per cercare il legno adatto per fabbricare un nuovo tamburo; qui viene catturato da un gruppo di trafficanti di schiavi, che lo incatenano e lo trasportano in America.
In un'asta di schiavi, Kunta viene venduto per 750 dollari a John Waller della contea di Spotsylvania, in Virginia. Waller lo battezza "Toby" e lo mette a lavorare nelle sue piantagioni. Kunta rifiuterà sempre il nuovo nome non volendo dimenticare le sue origini. Negli anni successivi Kunta tenta ripetutamente la fuga ma ogni volta viene ripreso e punito sempre più severamente.
Al suo quarto tentativo di fuga viene punito con l'amputazione di una parte del piede destro, per impedirgli di correre.
Dopo quest'evento il padrone cede Kunta al fratello, il Dottor William Waller, che fa ristabilire l'uomo con l'aiuto della propria cuoca, Bell. Bell è una donna nata schiava in America, dal carattere cordiale ed altruista ma troppo schietta e tagliente. La donna riesce pazientemente a stringere una relazione con il serio e taciturno africano, come anche gli altri lavoranti, tra cui "Violinista" uno schiavo mezzosangue con il talento per la musica.
Kunta lavora per parecchi anni come ortolano del Dott. Waller e in seguito come suo cocchiere, facendosi rispettare ed apprezzare. Dopo un imbarazzato corteggiamento trova il coraggio di chiedere a Bell di sposarlo. Lei accetta e, in età piuttosto avanzata, i due hanno una figlia. Kunta insiste nel chiamarla Kizzy, un nome africano, nonostante Bell si preoccupi della reazione del padrone a questa stravaganza. Il matrimonio di Bell e Kunta è solido, ma risente delle loro diverse origini. In Kizzy, Kunta investe tutti i suoi sforzi per non farle dimenticare che lei discende da una popolazione libera e orgogliosa. Le insegna molti termini africani e le ripete pazientemente la storia della sua vita a Juffure, nonché della sua cattura e vendita, una storia che Kunta spera la piccola racconterà ai suoi discendenti.
Kizzy diventa compagna di giochi di Missy Anne, unica nipote del Dott. Waller: con grande costernazione di Kunta, Kizzy e Missy sono affezionate l'una all'altra ma Missy spesso considera Kizzy più come un giocattolo e le insegna, sempre per gioco, a leggere e scrivere, cosa proibita ad uno schiavo. Questo finisce per essere la sua rovina, in quanto dieci anni dopo Kizzy si innamora di uno schiavo delle piantagioni, Noah. Quando lei gli confida di saper leggere e scrivere, lui la implora di falsificare un lasciapassare che gli possa permettere una fuga facile e lei accetta. Noah viene però catturato e torturato, finché non confessa. Secondo le regole della piantagione, chi scappa o aiuta a scappare viene venduto immediatamente. Kizzy viene strappata dai suoi genitori e trascinata ad un'asta di schiavi, destinata a non vedere mai più Kunta e Bell.
Kizzy viene venduta all'asta a un proprietario di schiavi depravato del Nord Carolina, di nome Tom Lea. Durante la prima notte di Kizzy alla piantagione, il suo padrone ubriaco le fa delle volgari avances sessuali. Quando lei rifiuta di fare del sesso con lui, questo la violenta brutalmente nel granaio. La ragazza viene poi accudita da Miss Malizy, la governante di casa. La vita di Kizzy diventa molto dura: nella piccola piantagione deve lavorare nei campi e il padrone abusa spesso di lei, lasciandole una moneta da 25 centesimi in un barattolo posto vicino al letto di Kizzy, come ringraziamento per i suoi servizi. Kizzy rimane presto incinta e dà alla luce un figlio, a cui il padrone decide di dare il nome George.
Quando nasce George, Kizzy, che ha solo 17 anni, si lascia andare alla depressione per gli abusi, aggravata dal vedere che la pelle di suo figlio è leggermente colorata e non nera come l'ebano come la sua. Inoltre è preoccupata della reazione della moglie del padrone. La sua vergogna è profonda. Gli altri schiavi riescono con consigli e con parole di conforto a destare il suo istinto materno, Kizzy si prende così cura di suo figlio il più amorevolmente possibile, come fosse stato un bambino nato da una storia d'amore e non da uno stupro. Grazie all'amore di Kizzy, George cresce forte e sereno, con una personalità allegra che contagia il prossimo. Per evitare di parlargli del padre, Kizzy racconta spesso al figlio del nonno Kunta Kinte.
Un giorno George aiuta "il vecchio Mingo", uno schiavo solitario che alleva ed addestra i galli da combattimento del padrone e ne rimane affascinato. George diventa ben presto aiuto allevatore di galli e con gli anni diventa un eccellente addestratore, al punto di ricevere il soprannome di Chicken George ("gallo George") durante un torneo. Conosce e sposa Matilda da cui avrà otto figli, ai quali, sempre narrerà la storia del loro antenato africano. Il libro si focalizza poi su Tom, il quarto figlio della coppia. Tom che diviene un abile fabbro e sposerà Irene da cui avrà sette figli. Nel frattempo c'è stata la guerra civile americana e gli schiavi hanno ottenuto la libertà. Chicken George (nel frattempo rimasto vedovo) e Tom, con tutti i loro parenti ed altri ex-schiavi, si spostano in Tennessee dove sta nascendo una nuova città e la terra viene assegnata a coloro che s'impegnano a lavorarla.
Superate le difficoltà iniziali di adattamento Tom riesce a farsi una buona reputazione come fabbro e la famiglia riesce pian-piano a progredire. La figlia minore, Cynthia sposerà Will Palmer, che da dipendente in una segheria, ne diverrà il proprietario, primo uomo di colore ad essere titolare di un'attività così importante, nella regione.
La loro figlia Bertha sarà la prima della famiglia a poter studiare all'università, dove conoscerà e sposerà uno studente di agricoltura, futuro professore nella medesima università: Simon A. Haley. Dalla loro unione nascerà Alex Haley autore del libro.
L'ultima parte del romanzo è dedicata ad una breve descrizione dei dodici anni di ricerche che sono stati necessari ad Haley per ricostruire l'intera storia, partendo dai racconti, tramandati dagli antenati insieme ad alcune parole, in Lingua Mandinka (lui inizialmente non sapeva che si trattasse di tale lingua) che gli permisero di individuare finalmente il villaggio nella valle del fiume Gambia (il Kamby Bolongo della tradizione) in cui era nato Kunta Kinte.

## Albero genealogico
Dal romanzo è possibile ricostruire l'albero genealogico del ramo materno dell'autore, che partendo dagli antenati africani arrivava sino a lui. Mentre è semplice risalire alla data di nascita di buona parte dei personaggi, è generalmente impossibile sapere quale sia quella di morte. Gli schiavi, negli Stati Uniti prendevano il cognome del padrone, che poteva cambiare se venivano venduti, per cui per tutto il periodo della schiavitù non vengono indicati cognomi.
|                  |                  |                  |                  |                  |                  |       |       |           |           |           |           |           |           |  |  |                      |                      |                      |                      |                      |                      |  |  |                       |                       |                       |                       |                       |                       |              |              | Sireng Kinte                                       | Sireng Kinte                                       | Sireng Kinte                                       | Sireng Kinte                                       | Sireng Kinte                                       | Sireng Kinte                                       |                          |                          | Kairaba Kunta Kinte      | Kairaba Kunta Kinte      | Kairaba Kunta Kinte    | Kairaba Kunta Kinte    | Kairaba Kunta Kinte    | Kairaba Kunta Kinte    |             |             | Yaisa Kinte         | Yaisa Kinte         | Yaisa Kinte         | Yaisa Kinte         | Yaisa Kinte            | Yaisa Kinte            |                        |                        |                        |                        |              |              |              |              |              |              |              |              |             |             |                                    |                                    |                                    |                                    |                                    |                                    |                      |                      |                      |                      |  |  |     |     |     |     |     |     |
|                  |                  |                  |                  |                  |                  |       |       |           |           |           |           |           |           |  |  |                      |                      |                      |                      |                      |                      |  |  |                       |                       |                       |                       |                       |                       |              |              | Sireng Kinte                                       | Sireng Kinte                                       | Sireng Kinte                                       | Sireng Kinte                                       | Sireng Kinte                                       | Sireng Kinte                                       |                          |                          | Kairaba Kunta Kinte      | Kairaba Kunta Kinte      | Kairaba Kunta Kinte    | Kairaba Kunta Kinte    | Kairaba Kunta Kinte    | Kairaba Kunta Kinte    |             |             | Yaisa Kinte         | Yaisa Kinte         | Yaisa Kinte         | Yaisa Kinte         | Yaisa Kinte            | Yaisa Kinte            |                        |                        |                        |                        |              |              |              |              |              |              |              |              |             |             |                                    |                                    |                                    |                                    |                                    |                                    |                      |                      |                      |                      |  |  |     |     |     |     |     |     |
|                  |                  |                  |                  |                  |                  |       |       |           |           |           |           |           |           |  |  |                      |                      |                      |                      |                      |                      |  |  |                       |                       |                       |                       |                       |                       |              |              |                                                    |                                                    |                                                    |                                                    |                                                    |                                                    |                          |                          |                          |                          |                        |                        |                        |                        |             |             |                     |                     |                     |                     |                        |                        |                        |                        |                        |                        |              |              |              |              |              |              |              |              |             |             |                                    |                                    |                                    |                                    |                                    |                                    |                      |                      |                      |                      |  |  |     |     |     |     |     |     |
|                  |                  |                  |                  |                  |                  |       |       |           |           |           |           |           |           |  |  |                      |                      |                      |                      |                      |                      |  |  |                       |                       |                       |                       |                       |                       |              |              |                                                    |                                                    |                                                    |                                                    |                                                    |                                                    |                          |                          |                          |                          |                        |                        |                        |                        |             |             |                     |                     |                     |                     |                        |                        |                        |                        |                        |                        |              |              |              |              |              |              |              |              |             |             |                                    |                                    |                                    |                                    |                                    |                                    |                      |                      |                      |                      |  |  |     |     |     |     |     |     |
|                  |                  |                  |                  |                  |                  |       |       |           |           |           |           |           |           |  |  |                      |                      |                      |                      |                      |                      |  |  |                       |                       |                       |                       | Janneh Kinte          | Janneh Kinte          | Janneh Kinte | Janneh Kinte | Janneh Kinte                                       | Janneh Kinte                                       |                                                    |                                                    | Saloum Kinte                                       | Saloum Kinte                                       | Saloum Kinte             | Saloum Kinte             | Saloum Kinte             | Saloum Kinte             |                        |                        | Omoro Kinte            | Omoro Kinte            | Omoro Kinte | Omoro Kinte | Omoro Kinte         | Omoro Kinte         |                     |                     | Binta Kebba            | Binta Kebba            | Binta Kebba            | Binta Kebba            | Binta Kebba            | Binta Kebba            |              |              |              |              |              |              |              |              |             |             |                                    |                                    |                                    |                                    |                                    |                                    |                      |                      |                      |                      |  |  |     |     |     |     |     |     |
|                  |                  |                  |                  |                  |                  |       |       |           |           |           |           |           |           |  |  |                      |                      |                      |                      |                      |                      |  |  |                       |                       |                       |                       | Janneh Kinte          | Janneh Kinte          | Janneh Kinte | Janneh Kinte | Janneh Kinte                                       | Janneh Kinte                                       |                                                    |                                                    | Saloum Kinte                                       | Saloum Kinte                                       | Saloum Kinte             | Saloum Kinte             | Saloum Kinte             | Saloum Kinte             |                        |                        | Omoro Kinte            | Omoro Kinte            | Omoro Kinte | Omoro Kinte | Omoro Kinte         | Omoro Kinte         |                     |                     | Binta Kebba            | Binta Kebba            | Binta Kebba            | Binta Kebba            | Binta Kebba            | Binta Kebba            |              |              |              |              |              |              |              |              |             |             |                                    |                                    |                                    |                                    |                                    |                                    |                      |                      |                      |                      |  |  |     |     |     |     |     |     |
|                  |                  |                  |                  |                  |                  |       |       |           |           |           |           |           |           |  |  |                      |                      |                      |                      |                      |                      |  |  |                       |                       |                       |                       |                       |                       |              |              |                                                    |                                                    |                                                    |                                                    |                                                    |                                                    |                          |                          |                          |                          |                        |                        |                        |                        |             |             |                     |                     |                     |                     |                        |                        |                        |                        |                        |                        |              |              |              |              |              |              |              |              |             |             |                                    |                                    |                                    |                                    |                                    |                                    |                      |                      |                      |                      |  |  |     |     |     |     |     |     |
|                  |                  |                  |                  |                  |                  |       |       |           |           |           |           |           |           |  |  |                      |                      |                      |                      |                      |                      |  |  |                       |                       |                       |                       |                       |                       |              |              |                                                    |                                                    |                                                    |                                                    |                                                    |                                                    |                          |                          |                          |                          |                        |                        |                        |                        |             |             |                     |                     |                     |                     |                        |                        |                        |                        |                        |                        |              |              |              |              |              |              |              |              |             |             |                                    |                                    |                                    |                                    |                                    |                                    |                      |                      |                      |                      |  |  |     |     |     |     |     |     |
|                  |                  |                  |                  |                  |                  |       |       |           |           |           |           |           |           |  |  |                      |                      |                      |                      |                      |                      |  |  |                       |                       |                       |                       |                       |                       |              |              | Kunta Kinte (n. 1750) deportato negli USA nel 1766 | Kunta Kinte (n. 1750) deportato negli USA nel 1766 | Kunta Kinte (n. 1750) deportato negli USA nel 1766 | Kunta Kinte (n. 1750) deportato negli USA nel 1766 | Kunta Kinte (n. 1750) deportato negli USA nel 1766 | Kunta Kinte (n. 1750) deportato negli USA nel 1766 |                          |                          | Belle Waller (n. 1747)   | Belle Waller (n. 1747)   | Belle Waller (n. 1747) | Belle Waller (n. 1747) | Belle Waller (n. 1747) | Belle Waller (n. 1747) |             |             | Lamin Kinte         | Lamin Kinte         | Lamin Kinte         | Lamin Kinte         | Lamin Kinte            | Lamin Kinte            |                        |                        | Suwadu Kinte           | Suwadu Kinte           | Suwadu Kinte | Suwadu Kinte | Suwadu Kinte | Suwadu Kinte |              |              | Madi Kinte   | Madi Kinte   | Madi Kinte  | Madi Kinte  | Madi Kinte                         | Madi Kinte                         |                                    |                                    |                                    |                                    |                      |                      |                      |                      |  |  |     |     |     |     |     |     |
|                  |                  |                  |                  |                  |                  |       |       |           |           |           |           |           |           |  |  |                      |                      |                      |                      |                      |                      |  |  |                       |                       |                       |                       |                       |                       |              |              | Kunta Kinte (n. 1750) deportato negli USA nel 1766 | Kunta Kinte (n. 1750) deportato negli USA nel 1766 | Kunta Kinte (n. 1750) deportato negli USA nel 1766 | Kunta Kinte (n. 1750) deportato negli USA nel 1766 | Kunta Kinte (n. 1750) deportato negli USA nel 1766 | Kunta Kinte (n. 1750) deportato negli USA nel 1766 |                          |                          | Belle Waller (n. 1747)   | Belle Waller (n. 1747)   | Belle Waller (n. 1747) | Belle Waller (n. 1747) | Belle Waller (n. 1747) | Belle Waller (n. 1747) |             |             | Lamin Kinte         | Lamin Kinte         | Lamin Kinte         | Lamin Kinte         | Lamin Kinte            | Lamin Kinte            |                        |                        | Suwadu Kinte           | Suwadu Kinte           | Suwadu Kinte | Suwadu Kinte | Suwadu Kinte | Suwadu Kinte |              |              | Madi Kinte   | Madi Kinte   | Madi Kinte  | Madi Kinte  | Madi Kinte                         | Madi Kinte                         |                                    |                                    |                                    |                                    |                      |                      |                      |                      |  |  |     |     |     |     |     |     |
|                  |                  |                  |                  |                  |                  |       |       |           |           |           |           |           |           |  |  |                      |                      |                      |                      |                      |                      |  |  |                       |                       |                       |                       |                       |                       |              |              |                                                    |                                                    |                                                    |                                                    |                                                    |                                                    |                          |                          |                          |                          |                        |                        |                        |                        |             |             |                     |                     |                     |                     |                        |                        |                        |                        |                        |                        |              |              |              |              |              |              |              |              |             |             |                                    |                                    |                                    |                                    |                                    |                                    |                      |                      |                      |                      |  |  |     |     |     |     |     |     |
|                  |                  |                  |                  |                  |                  |       |       |           |           |           |           |           |           |  |  |                      |                      |                      |                      |                      |                      |  |  |                       |                       |                       |                       | Tom Lea               | Tom Lea               | Tom Lea      | Tom Lea      | Tom Lea                                            | Tom Lea                                            |                                                    |                                                    | Kizzy Waller (1790-1855)                           | Kizzy Waller (1790-1855)                           | Kizzy Waller (1790-1855) | Kizzy Waller (1790-1855) | Kizzy Waller (1790-1855) | Kizzy Waller (1790-1855) |                        |                        |                        |                        |             |             |                     |                     |                     |                     |                        |                        |                        |                        |                        |                        |              |              |              |              |              |              |              |              |             |             |                                    |                                    |                                    |                                    |                                    |                                    |                      |                      |                      |                      |  |  |     |     |     |     |     |     |
|                  |                  |                  |                  |                  |                  |       |       |           |           |           |           |           |           |  |  |                      |                      |                      |                      |                      |                      |  |  |                       |                       |                       |                       | Tom Lea               | Tom Lea               | Tom Lea      | Tom Lea      | Tom Lea                                            | Tom Lea                                            |                                                    |                                                    | Kizzy Waller (1790-1855)                           | Kizzy Waller (1790-1855)                           | Kizzy Waller (1790-1855) | Kizzy Waller (1790-1855) | Kizzy Waller (1790-1855) | Kizzy Waller (1790-1855) |                        |                        |                        |                        |             |             |                     |                     |                     |                     |                        |                        |                        |                        |                        |                        |              |              |              |              |              |              |              |              |             |             |                                    |                                    |                                    |                                    |                                    |                                    |                      |                      |                      |                      |  |  |     |     |     |     |     |     |
|                  |                  |                  |                  |                  |                  |       |       |           |           |           |           |           |           |  |  |                      |                      |                      |                      |                      |                      |  |  |                       |                       |                       |                       |                       |                       |              |              |                                                    |                                                    |                                                    |                                                    |                                                    |                                                    |                          |                          |                          |                          |                        |                        |                        |                        |             |             |                     |                     |                     |                     |                        |                        |                        |                        |                        |                        |              |              |              |              |              |              |              |              |             |             |                                    |                                    |                                    |                                    |                                    |                                    |                      |                      |                      |                      |  |  |     |     |     |     |     |     |
|                  |                  |                  |                  |                  |                  |       |       |           |           |           |           |           |           |  |  |                      |                      |                      |                      |                      |                      |  |  |                       |                       |                       |                       |                       |                       |              |              | George "chicken" Lea (1806-1890)                   | George "chicken" Lea (1806-1890)                   | George "chicken" Lea (1806-1890)                   | George "chicken" Lea (1806-1890)                   | George "chicken" Lea (1806-1890)                   | George "chicken" Lea (1806-1890)                   |                          |                          | Matilda                  | Matilda                  | Matilda                | Matilda                | Matilda                | Matilda                |             |             |                     |                     |                     |                     |                        |                        |                        |                        |                        |                        |              |              |              |              |              |              |              |              |             |             |                                    |                                    |                                    |                                    |                                    |                                    |                      |                      |                      |                      |  |  |     |     |     |     |     |     |
|                  |                  |                  |                  |                  |                  |       |       |           |           |           |           |           |           |  |  |                      |                      |                      |                      |                      |                      |  |  |                       |                       |                       |                       |                       |                       |              |              | George "chicken" Lea (1806-1890)                   | George "chicken" Lea (1806-1890)                   | George "chicken" Lea (1806-1890)                   | George "chicken" Lea (1806-1890)                   | George "chicken" Lea (1806-1890)                   | George "chicken" Lea (1806-1890)                   |                          |                          | Matilda                  | Matilda                  | Matilda                | Matilda                | Matilda                | Matilda                |             |             |                     |                     |                     |                     |                        |                        |                        |                        |                        |                        |              |              |              |              |              |              |              |              |             |             |                                    |                                    |                                    |                                    |                                    |                                    |                      |                      |                      |                      |  |  |     |     |     |     |     |     |
|                  |                  |                  |                  |                  |                  |       |       |           |           |           |           |           |           |  |  |                      |                      |                      |                      |                      |                      |  |  |                       |                       |                       |                       |                       |                       |              |              |                                                    |                                                    |                                                    |                                                    |                                                    |                                                    |                          |                          |                          |                          |                        |                        |                        |                        |             |             |                     |                     |                     |                     |                        |                        |                        |                        |                        |                        |              |              |              |              |              |              |              |              |             |             |                                    |                                    |                                    |                                    |                                    |                                    |                      |                      |                      |                      |  |  |     |     |     |     |     |     |
|                  |                  |                  |                  |                  |                  |       |       |           |           |           |           |           |           |  |  |                      |                      |                      |                      |                      |                      |  |  |                       |                       |                       |                       |                       |                       |              |              |                                                    |                                                    |                                                    |                                                    |                                                    |                                                    |                          |                          |                          |                          |                        |                        |                        |                        |             |             |                     |                     |                     |                     |                        |                        |                        |                        |                        |                        |              |              |              |              |              |              |              |              |             |             |                                    |                                    |                                    |                                    |                                    |                                    |                      |                      |                      |                      |  |  |     |     |     |     |     |     |
| Virgil (n. 1828) | Virgil (n. 1828) | Virgil (n. 1828) | Virgil (n. 1828) | Virgil (n. 1828) | Virgil (n. 1828) |       |       | Lilly Sue | Lilly Sue | Lilly Sue | Lilly Sue | Lilly Sue | Lilly Sue |  |  | Ashford (n. 1830)    | Ashford (n. 1830)    | Ashford (n. 1830)    | Ashford (n. 1830)    | Ashford (n. 1830)    | Ashford (n. 1830)    |  |  | Li'l George (n. 1831) | Li'l George (n. 1831) | Li'l George (n. 1831) | Li'l George (n. 1831) | Li'l George (n. 1831) | Li'l George (n. 1831) |              |              | Tom Murray (n. 1833)                               | Tom Murray (n. 1833)                               | Tom Murray (n. 1833)                               | Tom Murray (n. 1833)                               | Tom Murray (n. 1833)                               | Tom Murray (n. 1833)                               |                          |                          | Irene                    | Irene                    | Irene                  | Irene                  | Irene                  | Irene                  |             |             | James               | James               | James               | James               | James                  | James                  |                        |                        | Louis                  | Louis                  | Louis        | Louis        | Louis        | Louis        |              |              | Mary         | Mary         | Mary        | Mary        | Mary                               | Mary                               |                                    |                                    | Li'l Kizzy (n. 1838)               | Li'l Kizzy (n. 1838)               | Li'l Kizzy (n. 1838) | Li'l Kizzy (n. 1838) | Li'l Kizzy (n. 1838) | Li'l Kizzy (n. 1838) |  |  | Amy | Amy | Amy | Amy | Amy | Amy |
| Virgil (n. 1828) | Virgil (n. 1828) | Virgil (n. 1828) | Virgil (n. 1828) | Virgil (n. 1828) | Virgil (n. 1828) |       |       | Lilly Sue | Lilly Sue | Lilly Sue | Lilly Sue | Lilly Sue | Lilly Sue |  |  | Ashford (n. 1830)    | Ashford (n. 1830)    | Ashford (n. 1830)    | Ashford (n. 1830)    | Ashford (n. 1830)    | Ashford (n. 1830)    |  |  | Li'l George (n. 1831) | Li'l George (n. 1831) | Li'l George (n. 1831) | Li'l George (n. 1831) | Li'l George (n. 1831) | Li'l George (n. 1831) |              |              | Tom Murray (n. 1833)                               | Tom Murray (n. 1833)                               | Tom Murray (n. 1833)                               | Tom Murray (n. 1833)                               | Tom Murray (n. 1833)                               | Tom Murray (n. 1833)                               |                          |                          | Irene                    | Irene                    | Irene                  | Irene                  | Irene                  | Irene                  |             |             | James               | James               | James               | James               | James                  | James                  |                        |                        | Louis                  | Louis                  | Louis        | Louis        | Louis        | Louis        |              |              | Mary         | Mary         | Mary        | Mary        | Mary                               | Mary                               |                                    |                                    | Li'l Kizzy (n. 1838)               | Li'l Kizzy (n. 1838)               | Li'l Kizzy (n. 1838) | Li'l Kizzy (n. 1838) | Li'l Kizzy (n. 1838) | Li'l Kizzy (n. 1838) |  |  | Amy | Amy | Amy | Amy | Amy | Amy |
|                  |                  |                  |                  |                  |                  |       |       |           |           |           |           |           |           |  |  |                      |                      |                      |                      |                      |                      |  |  |                       |                       |                       |                       |                       |                       |              |              |                                                    |                                                    |                                                    |                                                    |                                                    |                                                    |                          |                          |                          |                          |                        |                        |                        |                        |             |             |                     |                     |                     |                     |                        |                        |                        |                        |                        |                        |              |              |              |              |              |              |              |              |             |             |                                    |                                    |                                    |                                    |                                    |                                    |                      |                      |                      |                      |  |  |     |     |     |     |     |     |
|                  |                  |                  |                  |                  |                  |       |       |           |           |           |           |           |           |  |  |                      |                      |                      |                      |                      |                      |  |  |                       |                       |                       |                       |                       |                       |              |              |                                                    |                                                    |                                                    |                                                    |                                                    |                                                    |                          |                          |                          |                          |                        |                        |                        |                        |             |             |                     |                     |                     |                     |                        |                        |                        |                        |                        |                        |              |              |              |              |              |              |              |              |             |             |                                    |                                    |                                    |                                    |                                    |                                    |                      |                      |                      |                      |  |  |     |     |     |     |     |     |
|                  |                  |                  |                  | Uriah            | Uriah            | Uriah | Uriah | Uriah     | Uriah     |           |           |           |           |  |  | Maria Jane (n. 1860) | Maria Jane (n. 1860) | Maria Jane (n. 1860) | Maria Jane (n. 1860) | Maria Jane (n. 1860) | Maria Jane (n. 1860) |  |  | Allen (n. 1861)       | Allen (n. 1861)       | Allen (n. 1861)       | Allen (n. 1861)       | Allen (n. 1861)       | Allen (n. 1861)       |              |              | Wini                                               | Wini                                               | Wini                                               | Wini                                               | Wini                                               | Wini                                               |                          |                          | Li'l Matilda             | Li'l Matilda             | Li'l Matilda           | Li'l Matilda           | Li'l Matilda           | Li'l Matilda           |             |             | Elizabeth (n. 1866) | Elizabeth (n. 1866) | Elizabeth (n. 1866) | Elizabeth (n. 1866) | Elizabeth (n. 1866)    | Elizabeth (n. 1866)    |                        |                        | Li'l Tom               | Li'l Tom               | Li'l Tom     | Li'l Tom     | Li'l Tom     | Li'l Tom     |              |              | Will Palmer  | Will Palmer  | Will Palmer | Will Palmer | Will Palmer                        | Will Palmer                        |                                    |                                    | Cynthia (1871-1907)                | Cynthia (1871-1907)                | Cynthia (1871-1907)  | Cynthia (1871-1907)  | Cynthia (1871-1907)  | Cynthia (1871-1907)  |  |  |     |     |     |     |     |     |
|                  |                  |                  |                  | Uriah            | Uriah            | Uriah | Uriah | Uriah     | Uriah     |           |           |           |           |  |  | Maria Jane (n. 1860) | Maria Jane (n. 1860) | Maria Jane (n. 1860) | Maria Jane (n. 1860) | Maria Jane (n. 1860) | Maria Jane (n. 1860) |  |  | Allen (n. 1861)       | Allen (n. 1861)       | Allen (n. 1861)       | Allen (n. 1861)       | Allen (n. 1861)       | Allen (n. 1861)       |              |              | Wini                                               | Wini                                               | Wini                                               | Wini                                               | Wini                                               | Wini                                               |                          |                          | Li'l Matilda             | Li'l Matilda             | Li'l Matilda           | Li'l Matilda           | Li'l Matilda           | Li'l Matilda           |             |             | Elizabeth (n. 1866) | Elizabeth (n. 1866) | Elizabeth (n. 1866) | Elizabeth (n. 1866) | Elizabeth (n. 1866)    | Elizabeth (n. 1866)    |                        |                        | Li'l Tom               | Li'l Tom               | Li'l Tom     | Li'l Tom     | Li'l Tom     | Li'l Tom     |              |              | Will Palmer  | Will Palmer  | Will Palmer | Will Palmer | Will Palmer                        | Will Palmer                        |                                    |                                    | Cynthia (1871-1907)                | Cynthia (1871-1907)                | Cynthia (1871-1907)  | Cynthia (1871-1907)  | Cynthia (1871-1907)  | Cynthia (1871-1907)  |  |  |     |     |     |     |     |     |
|                  |                  |                  |                  |                  |                  |       |       |           |           |           |           |           |           |  |  |                      |                      |                      |                      |                      |                      |  |  |                       |                       |                       |                       |                       |                       |              |              |                                                    |                                                    |                                                    |                                                    |                                                    |                                                    |                          |                          |                          |                          |                        |                        |                        |                        |             |             |                     |                     |                     |                     |                        |                        |                        |                        |                        |                        |              |              |              |              |              |              |              |              |             |             |                                    |                                    |                                    |                                    |                                    |                                    |                      |                      |                      |                      |  |  |     |     |     |     |     |     |
|                  |                  |                  |                  |                  |                  |       |       |           |           |           |           |           |           |  |  |                      |                      |                      |                      |                      |                      |  |  |                       |                       |                       |                       |                       |                       |              |              |                                                    |                                                    |                                                    |                                                    | Zeona Hatcher                                      | Zeona Hatcher                                      | Zeona Hatcher            | Zeona Hatcher            | Zeona Hatcher            | Zeona Hatcher            |                        |                        |                        |                        |             |             |                     |                     |                     |                     | Simon Alexander Haley  | Simon Alexander Haley  | Simon Alexander Haley  | Simon Alexander Haley  | Simon Alexander Haley  | Simon Alexander Haley  |              |              |              |              |              |              |              |              |             |             | Bertha George Palmer (1895 - 1931) | Bertha George Palmer (1895 - 1931) | Bertha George Palmer (1895 - 1931) | Bertha George Palmer (1895 - 1931) | Bertha George Palmer (1895 - 1931) | Bertha George Palmer (1895 - 1931) |                      |                      |                      |                      |  |  |     |     |     |     |     |     |
|                  |                  |                  |                  |                  |                  |       |       |           |           |           |           |           |           |  |  |                      |                      |                      |                      |                      |                      |  |  |                       |                       |                       |                       |                       |                       |              |              |                                                    |                                                    |                                                    |                                                    | Zeona Hatcher                                      | Zeona Hatcher                                      | Zeona Hatcher            | Zeona Hatcher            | Zeona Hatcher            | Zeona Hatcher            |                        |                        |                        |                        |             |             |                     |                     |                     |                     | Simon Alexander Haley  | Simon Alexander Haley  | Simon Alexander Haley  | Simon Alexander Haley  | Simon Alexander Haley  | Simon Alexander Haley  |              |              |              |              |              |              |              |              |             |             | Bertha George Palmer (1895 - 1931) | Bertha George Palmer (1895 - 1931) | Bertha George Palmer (1895 - 1931) | Bertha George Palmer (1895 - 1931) | Bertha George Palmer (1895 - 1931) | Bertha George Palmer (1895 - 1931) |                      |                      |                      |                      |  |  |     |     |     |     |     |     |
|                  |                  |                  |                  |                  |                  |       |       |           |           |           |           |           |           |  |  |                      |                      |                      |                      |                      |                      |  |  |                       |                       |                       |                       |                       |                       |              |              |                                                    |                                                    |                                                    |                                                    |                                                    |                                                    |                          |                          |                          |                          |                        |                        |                        |                        |             |             |                     |                     |                     |                     |                        |                        |                        |                        |                        |                        |              |              |              |              |              |              |              |              |             |             |                                    |                                    |                                    |                                    |                                    |                                    |                      |                      |                      |                      |  |  |     |     |     |     |     |     |
|                  |                  |                  |                  |                  |                  |       |       |           |           |           |           |           |           |  |  |                      |                      |                      |                      |                      |                      |  |  |                       |                       |                       |                       |                       |                       |              |              |                                                    |                                                    |                                                    |                                                    |                                                    |                                                    |                          |                          |                          |                          |                        |                        |                        |                        |             |             |                     |                     |                     |                     |                        |                        |                        |                        |                        |                        |              |              |              |              |              |              |              |              |             |             |                                    |                                    |                                    |                                    |                                    |                                    |                      |                      |                      |                      |  |  |     |     |     |     |     |     |
|                  |                  |                  |                  |                  |                  |       |       |           |           |           |           |           |           |  |  |                      |                      |                      |                      |                      |                      |  |  |                       |                       |                       |                       |                       |                       |              |              |                                                    |                                                    |                                                    |                                                    |                                                    |                                                    |                          |                          |                          |                          |                        |                        | Lois Haley             | Lois Haley             | Lois Haley  | Lois Haley  | Lois Haley          | Lois Haley          |                     |                     | Alex Haley (1921-1992) | Alex Haley (1921-1992) | Alex Haley (1921-1992) | Alex Haley (1921-1992) | Alex Haley (1921-1992) | Alex Haley (1921-1992) |              |              | George Haley | George Haley | George Haley | George Haley | George Haley | George Haley |             |             | Julius Haley                       | Julius Haley                       | Julius Haley                       | Julius Haley                       | Julius Haley                       | Julius Haley                       |                      |                      |                      |                      |  |  |     |     |     |     |     |     |